# Gradilla

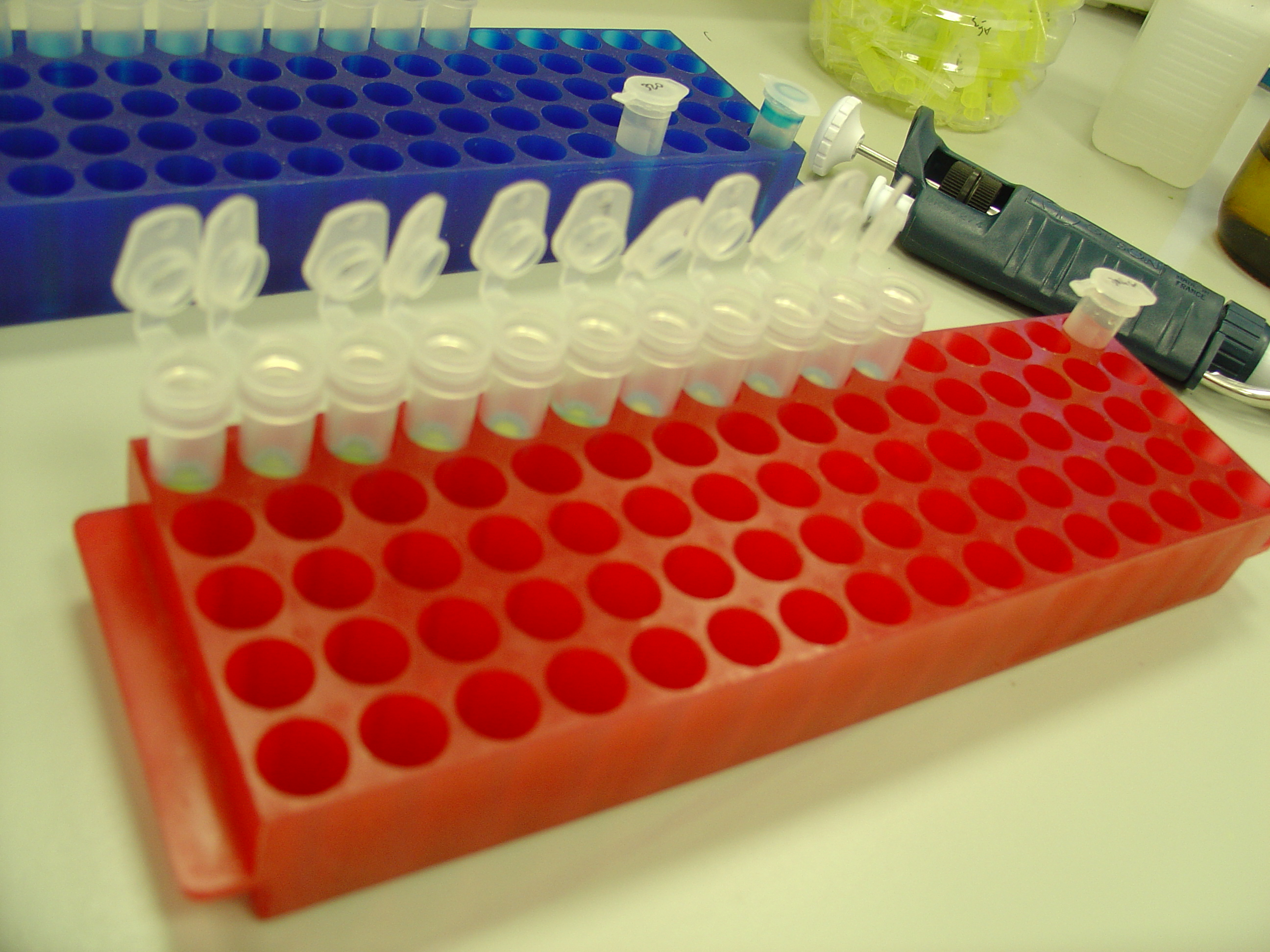
Gradillas.

Una gradilla es una herramienta que forma parte del material de laboratorio (principalmente en laboratorios de biología molecular, genética y química), y es utilizada para sostener y almacenar gran cantidad de tubos de ensayo o tubos Eppendorf.
La gradilla es utilizada más comúnmente en laboratorios clínicos y en laboratorios de investigación.
Su principal función es facilitar el soporte y el manejo de los tubos de ensayo. Las gradillas se fabrican en madera, plástico, metal y vidrio ; las más comunes son las de plástico.
Gracias a las gradillas, se consigue una mayor comodidad al trabajar en el laboratorio, ya que sin ellas no se tendría dónde apoyar los tubos de ensayo, lo que podría provocar quemaduras, por ejemplo, en el laboratorio.
Son un elemento indispensable en cualquier laboratorio para mantener las muestras en perfecto orden y almacenadas en neveras, congeladores o sobre la misma poyata del laboratorio.
Una gradilla es un utensilio utilizado para dar soporte a los tubos de ensayos o tubos de muestras. Normalmente es utilizado para sostener y almacenar los tubos. Este se encuentra hecho de madera, plástico o metal.
Otros tipos de gradilla que se utilizan en laboratorios químicos y moleculares son:
- Gradilla de tinción.
- Gradilla de sedimentación
- Gradilla de vidrio
- Gradillas plásticas
- Gradilla de porcelana
- Gradilla de acero

- Gradilla de metal